# Liste der Kulturdenkmäler in Worms-Abenheim
In der Liste der Kulturdenkmäler in Worms-Abenheim sind alle Kulturdenkmäler des Stadtteils Worms-Abenheim aufgeführt. Grundlage ist die Denkmalliste des Landes Rheinland-Pfalz (Stand: 1. Juni 2023).

## Einzeldenkmäler
| Bezeichnung                            | Lage                                                | Baujahr                     | Beschreibung | Bild                           |
| -------------------------------------- | --------------------------------------------------- | --------------------------- | --- | ------------------------------ |
| Heimatmuseum                           | An der Kirche 1 Lage                                | 1820er Jahre                | ehemalige Schule; einfacher klassizistischer Putzbau, rückwärtig Latrinenbauten, 1820er Jahre | weitere Bilder Fotos hochladen |
| Katholische Pfarrkirche St. Bonifatius | An der Kirche 4 Lage                                | um 1720/30                  | pilastergegliederter Saalbau, um 1720/30, spätgotischer Westturm, oberes Geschoss 1729, Architekt Dombaumeister Johann Jörg Endtner, Haube und Laterne 1840                                                                                        | weitere Bilder Fotos hochladen |
| Kreuzigungsgruppe                      | An der Kirche, vor Nr. 4 Lage                       | 1771                        | Kreuzigungsgruppe, 1771 | Fotos hochladen                |
| Wohnhaus                               | Fronstraße 6 Lage                                   | 18. Jahrhundert             | barockes Wohnhaus, teilweise verputztes Fachwerk, 18. Jahrhundert | BW                             |
| Portal                                 | Kirschgartenstraße, an Nr. 12 Lage                  | um 1600                     | Segmentbogenportal am Scheunengebäude, wohl um 1600 | BW                             |
| Kriegergedächtniskapelle               | Klausenbergstraße, auf dem Friedhof Lage            | nach 1918                   | Kapelle zum Gedächtnis an die Kriegsopfer 1914/18, historisierend mit Jugendstilanklängen, bald nach 1918, davor Gedenkstein für die Kriegsopfer 1939/45                                                                                           | BW                             |
| Friedhofskreuz                         | Klausenbergstraße, auf dem Friedhof Lage            | Anfang des 18. Jahrhunderts | Friedhofskreuz, Anfang des 18. Jahrhunderts | BW                             |
| Kreuz                                  | Klausenbergstraße, Ecke Am Klausenberg Lage         | 1882                        | derbes barockes Sandsteinkreuz, bezeichnet 1882 | Fotos hochladen                |
| Wappenstein                            | Ostergasse, an Nr. 2 Lage                           | 1737                        | Wappenstein im Scheunengebäude, Allianzwappen, bezeichnet 1737 | BW                             |
| Torfahrt                               | Rathausstraße, zu Nr. 29 Lage                       | 1597                        | Torfahrt, bezeichnet 1597 | BW                             |
| Hofanlage                              | Rathausstraße 38 Lage                               | 16. Jahrhundert             | stattlicher Dreiseithof; Wohnhaus, teilweise Fachwerk, 16. Jahrhundert, Kellerabgang bezeichnet 1720; Stall-Scheune mit Mansarddach, bezeichnet 1802; Fachwerkscheune, wohl aus dem 16. Jahrhundert; an der Wonnegaustraße Renaissancepforte, 1580 | BW                             |
| Bahnhof Abenheim                       | Von-Ketteler-Straße 9 Lage                          | 1903                        | ehemaliger Bahnhof; eingeschossiger Bossenquaderbau, neuromanische Motive, 1903, Querbau mit Mansardwalmdach, Fachwerkanbau | Fotos hochladen                |
| Kreuz                                  | Westhofener Straße, Ecke Gundheimer Straße Lage     | 1749                        | derbes Sandsteinkreuz, bezeichnet 1749 | BW                             |
| Toranlage                              | Wonnegaustraße, zu Nr. 33 Lage                      | 1583                        | Toranlage, bezeichnet 1583 | BW                             |
| Toranlage                              | Wonnegaustraße, zu Nr. 54 Lage                      | um 1600                     | Renaissance-Toranlage, um 1600 (wohl fehlerhaft bezeichnet 1702) | BW                             |
| Dalberger Amtshof                      | Wonnegaustraße 55 Lage                              | 1556                        | Renaissancebau mit Krüppelwalmdach, Dalberg-Wappen, bezeichnet 1556; Grundstückseingang aus dem späten 19. Jahrhundert | BW                             |
| Rathaus                                | Wonnegaustraße 56 Lage                              | ab 1738                     | stattlicher barocker Mansardwalmdachbau, ab 1738, Architekt Dombaumeister Johann Jörg Endtner | Fotos hochladen                |
| Kriegerdenkmal                         | Wonnegaustraße, Ecke Fronstraße Lage                | 1881                        | Kriegerdenkmal 1870/71; reliefierte Stele, Löwe, 1881 | BW                             |
| Kreuz                                  | Zum Berg, vor Nr. 1 Lage                            | 1757                        | derbes Sandsteinkreuz, bezeichnet 1757 | BW                             |
| Klausenbergkapelle                     | nördlich des Ortes (Klausenbergstraße 22) Lage      | 1572                        | spätgotischer Saalbau, bezeichnet 1572 | weitere Bilder Fotos hochladen |
| Kreuzigungsgruppe                      | nördlich des Ortes, vor der Klausenbergkapelle Lage | 1809                        | barockisierende Kreuzigungsgruppe, 1809 | Fotos hochladen                |
| Wasserbehälter Abenheim                | nördlich des Ortes an der K 12 Lage                 | um 1900                     | kubischer Bossenquaderbau in barockisierenden Jugendstilformen | BW                             |
| Wegekreuz                              | nördlich des Ortes an der K 12 Lage                 | 18. Jahrhundert             | Wegekreuz, Sockel wohl aus dem 18. Jahrhundert, Gusseisenkorpus aus dem 19. Jahrhundert | BW                             |